# Vienne (Lied)
Vienne ist ein Chanson der französischen Sängerin Barbara.

## Entstehungsgeschichte
Das Lied wurde von Barbara und Roland Romanelli geschrieben und 1972 im Album La Fleur d’amour veröffentlicht. Mehrmals benannte Barbara ihre Chansons nach Städten, etwa Nantes oder Marienbad, am bekanntesten ist das Lied Göttingen, das einen wesentlichen Beitrag zur Aussöhnung zwischen Frankreich und Deutschland nach dem Zweiten Weltkrieg leistete.

## Inhalt
Das Lied handelt von einer Frau, die ihrem Mann nach Paris schreibt, dass sie nun in Wien ist. Die Flucht nach Wien war ihre letzte Chance und nun genießt sie den Herbst. Die neu gewonnene Freiheit verbringt sie mit Spaziergängen, aber auch das abendliche Leben in Wien ist nicht frei von Reizen, beschreibt sie ihren Aufenthalt im Briefwechsel mit ihrem Mann, bis sie ihn schließlich zu sich nach Wien einlädt.

## Form
Durch die melodisch kaum prägnanten Tonfolgen und das Fehlen eines Refrains kommen die von Harmonien getragene Poesie des Textes und die Intonation des gesanglichen Vortrages verstärkt zu Geltung. Textlich besteht das Chanson aus Passagen des Briefwechsels von Wien nach Paris.

## Fassungen
Das Lied wurde 1992 auch von William Sheller gesungen. Er suchte ein Lied für eine Wohltätigkeits-Schallplatte zugunsten der AIDS-Forschung – ein persönliches Anliegen von Barbara – und da viele ihrer Lieder nicht für eine Männerstimme geschrieben sind, entschied er sich für Vienne, das er melodisch und textlich adaptierte. 2009 wurde das Lied auch von Patrick Bruel aufgenommen. Im Jahr 2017 ließ die Schauspielerin Juliette Binoche die Bilder aus „Vienne“ abermals wach werden, denn sie interpretierte das Lied neu, indem sie mit der Musik im Hintergrund den Briefwechsel vorlas.